# Un cuore di troppo
Un cuore di troppo è un pamphlet del 2001 dello scrittore italiano Aldo Busi.

## Contenuti
Secondo libro dello scrittore ambientato in un centro benessere, Un cuore di troppo è l'amara riflessione sull'impossibilità del vero amore tra due uomini.

## Edizioni
- Aldo Busi, Un cuore di troppo, Milano, Mondadori, 2001, ISBN 8804510781.
- Aldo Busi, Un cuore di troppo, Milano, Mondadori, 2005, ISBN 978-8804510789.